# Haydon Pinhey
Haydon Pinhey (* 30. Juli 1996) ist ein englischer Snookerspieler aus Plymouth. 2024 qualifizierte er sich für die Profitour.

## Karriere
Haydon Pinhey begann mit 7 Jahren mit dem Snookerspielen und war vor allem lokal erfolgreich. Mit 19 Jahren drang er erstmals in die höheren Runden der englischen Meisterschaft vor und nahm daraufhin 2016 erstmals an der Q School teil, um sich für das Profisnooker zu qualifizieren. Zuerst blieb es bei Achtungserfolgen, 2018 erreichte er aber bereits einmal das Halbfinale seiner Gruppe. 2020 kam er erstmals ins Entscheidungsspiel, er verlor aber knapp 3:4 gegen Jamie Wilson. Dank der Q-School-Wertung kam er danach zu einigen Einsätzen als Nachrücker bei Profiturnieren, er war aber weitgehend chancenlos. Nur beim Sonderformat Snooker-Shoot-Out mit 1-Frame-Matches gelangen ihm Siege über Mark Davis und Riley Parsons und der Einzug unter die Letzten 32. Pinhey wurde zu der Zeit durch die Corona-Pandemie beeinträchtigt, da er keinen eigenen Tisch besaß und der Plaza Snooker Club im Barbican in Plymouth, bei dem er auch arbeitete, geschlossen war.
2021 erreichte er wieder das Finale seiner Q-School-Gruppe, scheiterte diesmal aber am Schotten Dean Young, weitere Auftritte bei der Q Tour und der WSF Championship waren ebenfalls erfolglos. Auch bei den Einsätzen als Ersatzspieler bei Profiturnieren machte er keine Fortschritte. Im Jahr darauf stand er zum dritten Mal in einem Q-School-Finale und verlor in Turnier 3 zum dritten Mal, diesmal gegen Jenson Kendrick. Doch diesmal gelang ihm bei jedem Auftritt bei Profiturnieren mindestens ein Sieg. Er schlug Fraser Patrick, Matthew Selt und beim WST Classic mit Luca Brecel sogar einen Top-10-Spieler, der wenig später Weltmeister wurde. Dort gewann er außerdem noch gegen Elliot Slessor und er stand zum zweiten Mal unter den Letzten 32. Die Q-School-Serie setzte sich fort und 2023 scheiterte er an Andrew Higginson. Es brauchte fünf Anläufe, bis der Engländer sich im Alter von 27 Jahren schließlich durchsetzen konnte: 2024 traf er im entscheidenden Q-School-Spiel auf Gerard Greene und mit einem 4:2-Sieg qualifizierte er sich für die Spielzeiten 2024/25 und 2025/26 der World Snooker Tour.
Sein erstes Profijahr begann mit zwei Niederlagen und einem Sieg über Farakh Ajaib in der Championship League. Zwei Siege beim hoch dotierten Saudi Arabia Masters brachten ihn auf Platz 103 der Rangliste, aber nach mehreren Auftaktniederlagen büßte er wieder Plätze ein. Bei der International Championship gelang ihm ein 6:2-Sieg über Stephen Maguire, immerhin ein Top-32-Spieler. Beim Snooker-Shoot-Out kam er zum ersten Mal als Profi in Runde 3. Mit zwei knappen 4:3-Siegen gegen Xing Zihao und Tian Pengfei gelang ihm dasselbe bei den Welsh Open. Zwei klare Auftaktniederlagen zum Saisonende verhinderten aber, dass er seine Platzierung weiter verbessern konnte, und er beendete das erste Jahr auf Platz 105.

## Erfolge
Qualifikationsturniere:
- Q School: Qualifikation 2024 (Finale 2020, 2021, 2022, 2023)